# Hamid Lahbabi
Hamid Lahbabi est né le 25 mars 1937 à Fès, il est décédé le 7 décembre 2009 à Casablanca. C'était un avocat de formation mais aussi ancien footballeur, responsable à la Fédération royale marocaine de football (FRMF) et conseiller au sein du Parti du progrès et du socialisme (PPS).

## Parcours militant
Il était étudiant en France où il a fait des études de droit, lorsqu'il commença son militantisme au sein de l'ancien parti communiste marocain, puis au sein de l'Union nationale des étudiants du Maroc (UNEM). Cheville ouvrière de ce qui deviendra plus tard le Parti du progrès et du socialisme (PPS), il finira par intégrer le comité central du parti. Lors du VIe Congrès national du parti, il est désigné président de la commission du contrôle financier et ce jusqu'à son décès.

## Parcours sportif
Il a été un joueur de football consacré avec le Maghreb de Fès, le KAC de Kénitra et le Raja de Casablanca. Par la suite, il a fait partie du bureau fédéral de la Fédération royale marocaine de football (FRMF) sous la présidence de Driss Bamouss, de Houssine Zemmouri et de Hosni Benslimane. Il a par la suite été conseiller juridique à la Fédération internationale de football association (FIFA). Il a intégré la Commission nationale de la réforme du football créée par feu Maati Bouabid.